# آریایی‌ها و تمدن آریایی
کتاب آریاییها و تمدن آریایی نوشته مورخ و دانشمند اهل تاجیکستان محمد قل حضرت قل اف می‌باشد که با نام محمد حضرتی نیز شناخته می‌شود. اصل کتاب به خط سیریلیک است که به کوشش ناشر به خط فارسی برگردانده شده‌است.